# Юровский, Шимон
Шимон Юровский, оригинальное имя Шимон Вайс-Негель (8 февраля 1912 года, село Ульманка (ныне Улянка), Банска-Бистрица, Чехословакия — 8 ноября 1963 года, Прага, Чехословакия) — словацкий композитор балета, камерной, сценической музыки и музыки для кинематографа.

## Биография
В 1928 году он начал учёбу в педагогическом училище в Банской Быстрице. После окончания, в 1931 году, он поступил в Музыкально-драматическую академию в Братиславе, где учился у профессора Александра Мойзеса. Он изучал композицию и дирижирование у Юзефа Винкурека. С 1937 по 1939 год работал референтом в архиве грампластинок и фотоснимков на Словацком радио. Радио переехало в Вену в 1939 году, и уже там он изучал композицию в Hochschule für Musik und Kunst Performing. В качестве дирижёра он выступал в хоре учителей в Братиславе (1939—1942) и Братиславском хоре рабочих (1945—1947). В то же время он работал музыкальным руководителем Словацкого радио, — эту работу он начал в 1942 году. С 1948 по 1951 год он был руководителем музыкального отдела Словацкого радио, а сразу после этого, вплоть до 1955 года, был руководителем музыкального отдела . 1 октября 1956 года он стал художественным руководителем Словацкого национального театра оперы, занимал этот пост до своей смерти в 1963 году.

## Музыка к фильмам
- Поле непаханое/Pole neorané (1953), режиссёр: Владимир Бахна
- Зонт святого Петра (1958)